# ヘント〜ウェヴェルヘム
ヘント〜ウェヴェルヘム (Gent - Wevelgem) とは、UCIワールドツアーに組み込まれる自転車プロロードレースの一つ。ベルギーのフランデレン地域のヘント〜ウェヴェルヘム間を走るワンデーレースで、1934年から行われている。

## 概要
長らく4月の第2日曜に開催されるロンド・ファン・フラーンデレンと第3日曜の開催であるパリ〜ルーベの間の水曜日に開催され、クラシックに次ぐ格式を持つセミクラシックレースとして「北のクラシック」3連戦の第2戦に位置づけられていたが、2010年よりロンド・ファン・フラーンデレン前週の日曜日へと移行。その前日に行われるE3プライス・フラーンデレン(UCI1.HC、2012年からはUCIワールドツアー)を含めた石畳4連戦の2戦目へと移行した。同時にコースもアップダウンが厳しくなり、様相も様変わりした。
コースは平坦基調で、スプリンターに有利なレイアウトのため、ミラノ〜サンレモ同様、「スプリンターのためのクラシック（スプリンターズ・クラシック）」とも呼ばれるが、ドーヴァー海峡から吹き付ける時に50km/h（秒速にして約13.9m・風力7に該当）を超える激烈な北風が選手たちをあっというまに分断する上、距離が200km程度と短めということもあり、ハイペースでレースが展開するため、並みのスプリンターでは太刀打ちできない。勝負どころには、上りだけでなく、下りの勾配も20％を超える石畳が続くケンメルの坂がある。
2010年度より坂の数が大幅アップ、特に終盤ケンメルを含めた急坂7つを2周するという過酷なレイアウトになったため、スプリンターよりはクラシックスペシャリスト有利になった。

## 歴代優勝者
| 年   | 優勝者                           | 国             |
| ---- | -------------------------------- | -------------- |
| 2025 | マス・ピーダスン                 | デンマーク     |
| 2024 | マス・ピーダスン                 | デンマーク     |
| 2023 | クリストフ・ラポルト             | フランス       |
| 2022 | ビニヤム・ギルマイ               | エリトリア     |
| 2021 | ワウト・ファン・アールト         | ベルギー       |
| 2020 | マス・ピーダスン                 | デンマーク     |
| 2019 | アレクサンダー・クリストフ       | ノルウェー     |
| 2018 | ペーター・サガン                 | スロバキア     |
| 2017 | フレフ・ファン・アーヴェルマート | ベルギー       |
| 2016 | ペーター・サガン                 | スロバキア     |
| 2015 | ルカ・パオリーニ                 | イタリア       |
| 2014 | ヨーン・デーゲンコルプ           | ドイツ         |
| 2013 | ペーター・サガン                 | スロバキア     |
| 2012 | トム・ボーネン                   | ベルギー       |
| 2011 | トム・ボーネン                   | ベルギー       |
| 2010 | ベルンハルト・アイゼル           | オーストリア   |
| 2009 | エドヴァルド・ボアソン・ハーゲン | ノルウェー     |
| 2008 | オスカル・フレイレ               | スペイン       |
| 2007 | マルクス・ブルクハルト           | ドイツ         |
| 2006 | トル・ハスホフト                 | ノルウェー     |
| 2005 | ニコ・マッタン                   | ベルギー       |
| 2004 | トム・ボーネン                   | ベルギー       |
| 2003 | アンドレアス・クリアー           | ドイツ         |
| 2002 | マリオ・チッポリーニ             | イタリア       |
| 2001 | ジョージ・ヒンカピー             | アメリカ合衆国 |
| 2000 | ヘルト・ファン・ボント           | ベルギー       |
| 1999 | トム・ステールス                 | ベルギー       |
| 1998 | フランク・ヴァンデンブルック     | ベルギー       |
| 1997 | フィリップ・ゴーモン             | フランス       |
| 1996 | トム・ステールス                 | ベルギー       |
| 1995 | ラース・ミカエルセン             | デンマーク     |
| 1994 | ウィルフリート・ペータース       | ベルギー       |
| 1993 | マリオ・チッポリーニ             | イタリア       |
| 1992 | マリオ・チッポリーニ             | イタリア       |
| 1991 | ジャモリディネ・アブドヤパロフ   | ウズベキスタン |
| 1990 | ヘルマン・フリソン               | ベルギー       |
| 1989 | ヘリット・ソレヴェルト           | オランダ       |
| 1988 | ショーン・ケリー                 | アイルランド   |
| 1987 | テーン・ファン・フリート         | オランダ       |
| 1986 | ギド・ボンテンピ                 | イタリア       |
| 1985 | エリック・ファンデラールデン     | ベルギー       |
| 1984 | ギド・ボンテンピ                 | イタリア       |
| 1983 | レオ・ファン・フリート           | オランダ       |
| 1982 | フランク・ホスト                 | ベルギー       |

| 年   | 優勝者                         | 国       |
| ---- | ------------------------------ | -------- |
| 1981 | ヤン・ラース                   | オランダ |
| 1980 | ヘンク・ルベルディング         | オランダ |
| 1979 | フランチェスコ・モゼール       | イタリア |
| 1978 | フレディ・ファン・デン・ハウト | ベルギー |
| 1977 | ベルナール・イノー             | フランス |
| 1976 | フレディ・マルテンス           | ベルギー |
| 1975 | フレディ・マルテンス           | ベルギー |
| 1974 | バリー・ホバン                 | イギリス |
| 1973 | エディ・メルクス               | ベルギー |
| 1972 | ロジェ・スウェルツ             | ベルギー |
| 1971 | ジョルジュ・パンタン           | ベルギー |
| 1970 | エディ・メルクス               | ベルギー |
| 1969 | ウィリー・フェケマンス         | ベルギー |
| 1968 | ワルテル・ホデフロート         | ベルギー |
| 1967 | エディ・メルクス               | ベルギー |
| 1966 | ヘルマン・バンスプリンゲル     | ベルギー |
| 1965 | ノエル・デ・パウ               | ベルギー |
| 1964 | ジャック・アンクティル         | フランス |
| 1963 | ブノニ・ブエイ                 | ベルギー |
| 1962 | リック・ファン・ローイ         | ベルギー |
| 1961 | フランス・アーレンハウツ       | ベルギー |
| 1960 | フランス・アーレンハウツ       | ベルギー |
| 1959 | レオン・ファン・ダール         | ベルギー |
| 1958 | ノエル・フォレ                 | ベルギー |
| 1957 | リック・ファン・ローイ         | ベルギー |
| 1956 | リック・ファン・ローイ         | ベルギー |
| 1955 | ブリック・ショット             | ベルギー |
| 1954 | ロルフ・グラフ                 | スイス   |
| 1953 | レイモン・アンパニ             | ベルギー |
| 1952 | レイモン・アンパニ             | ベルギー |
| 1951 | アンドレ・ロセール             | ベルギー |
| 1950 | ブリック・ショット             | ベルギー |
| 1949 | マルセル・キント               | ベルギー |
| 1948 | ヴァレル・オリヴィエ           | ベルギー |
| 1947 | モリス・デシンペラール         | ベルギー |
| 1946 | エルネスト・ステルクス         | ベルギー |
| 1945 | ロベール・ファン・エーナーム   | ベルギー |
| 1939 | アンドレ・デクレルク           | ベルギー |
| 1938 | ユベール・ゴダルト             | ベルギー |
| 1937 | ロベール・ファン・エーナーム   | ベルギー |
| 1936 | ロベール・ファン・エーナーム   | ベルギー |
| 1935 | アルベール・ドプレテール       | ベルギー |
| 1934 | グスタヴ・ファン・ベル         | ベルギー |